# Staubtuch

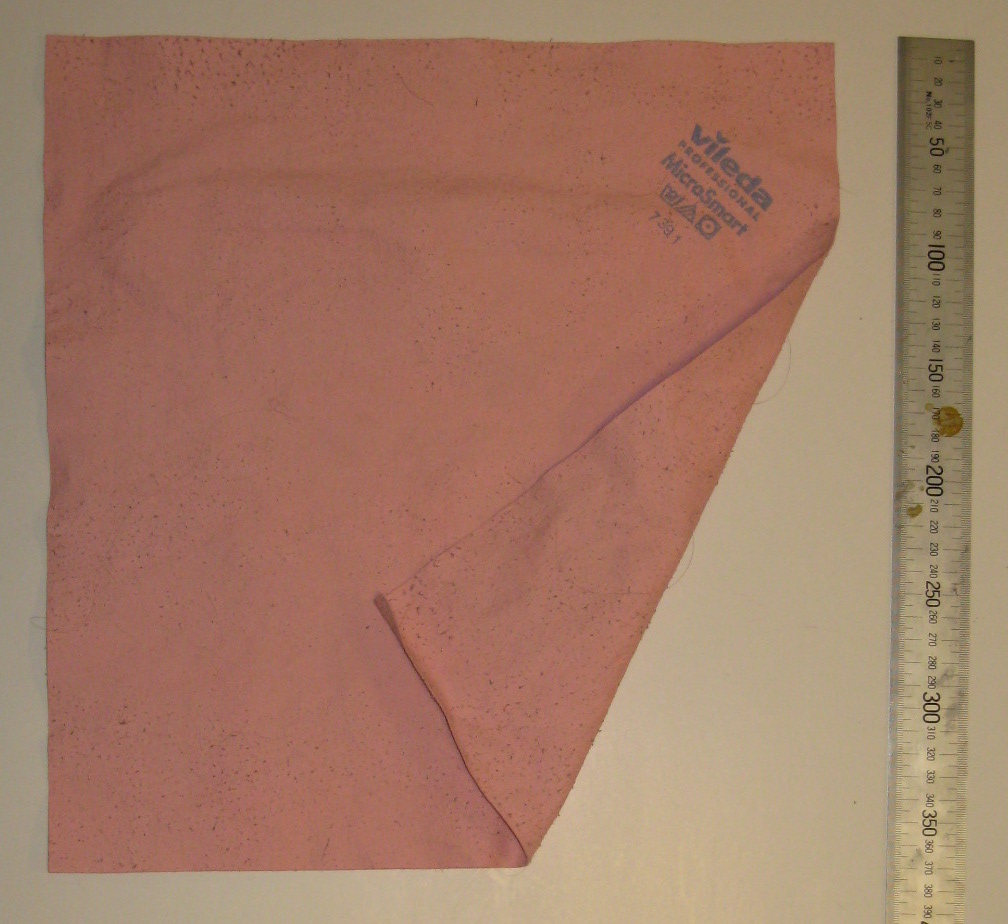
Staubtuch (Mikrofaser)

Ein Staubtuch, auch Staublappen, dient dazu, den auf Dekorationsgegenständen oder Möbeln befindlichen Hausstaub zu entfernen, ohne diesen dabei aufzuwirbeln und auf andere Gegenstände zu verteilen. Ein gutes Staubtuch sollte daher den Staub aufnehmen und erst wieder abgeben, wenn das Staubtuch geschüttelt wird.
Das allgemein übliche und im Haushalt gebräuchliche Staubtuch besteht in der Regel aus 10 % Baumwolle und 90 % Kunststofffasern. Hochwertige Staubtücher jedoch bestehen zu 100 % aus Mikrofasern, da diese den Staub besser aufnehmen.